# Basma bint Talal
Prinzessin Basma bint Talal bin Abdullah bin Hussein (arabisch بسمة بنت طلال, DMG Basma bt. Ṭalāl; geb. 11. Mai 1951 in Amman) ist die einzige Tochter von König Talal (1909–1972) und Königin Zein (1916–1994) von Jordanien, Schwester von König Hussein (1935–1999) und Tante des gegenwärtigen Königs Abdullah II (* 1962).

## Herkunft und Ausbildung

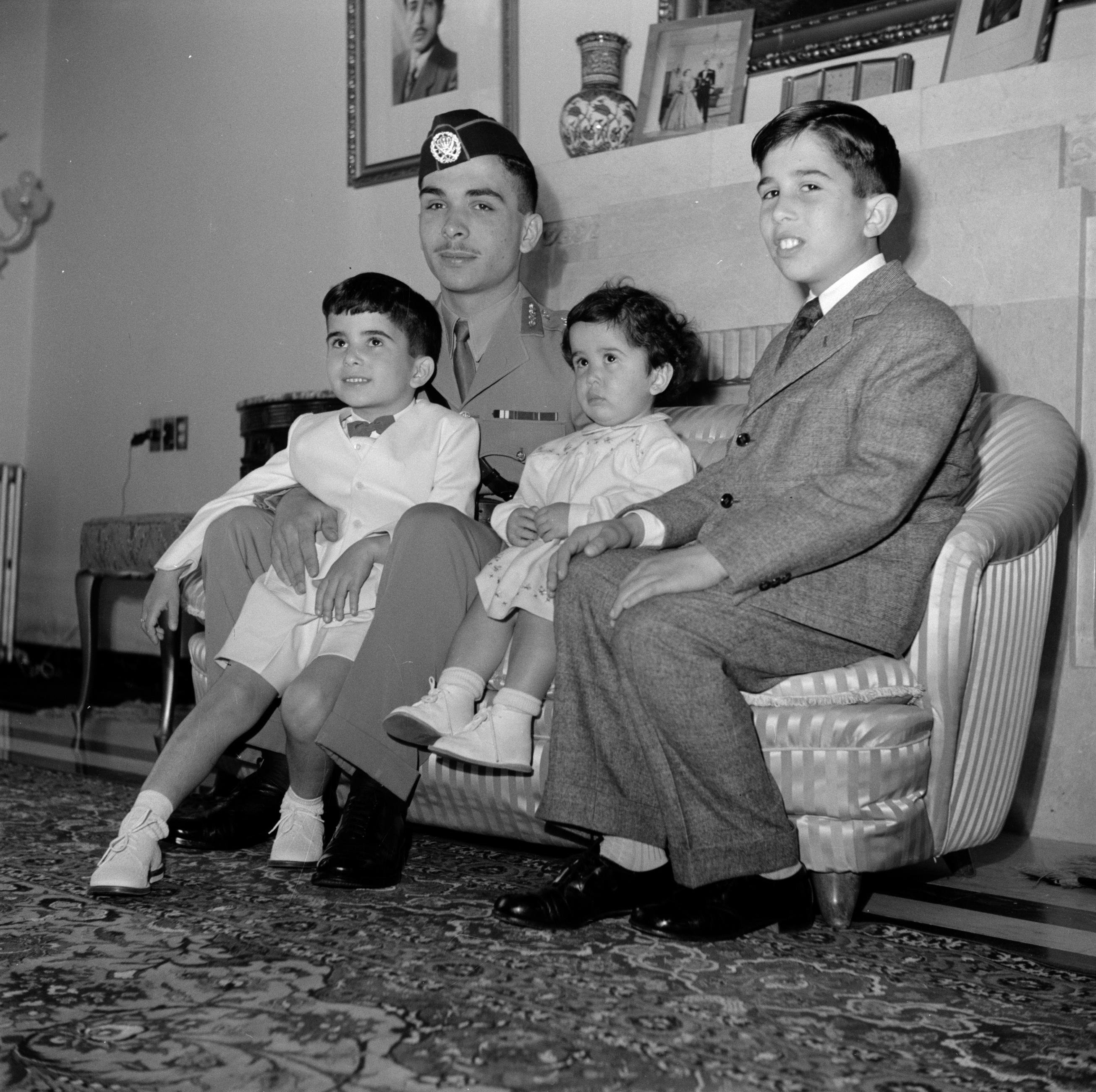
Princessin Basma als Kind mit ihren Geschwistern: (von li. nach re.) Hassan, Hussein, Basma und Muhammad (ca. 1952)

Basma ist Mitglied des haschemitischen Herrscherhauses in Jordanien. Ihr Vater Talal bin Abdullah wurde zwei Monate nach ihrer Geburt König, nachdem ihr Großvater Abdallah bin Hussein (1882 bis 1951) in Jerusalem von einem palästinensischen Attentäter wohl wegen seiner moderaten Haltung gegenüber Israel erschossen worden war. König Talal wurde wegen einer psychischen Erkrankung bereits 1952 zur Abdankung gezwungen, Basmas ältester Bruder Hussein bestieg den Thron. Ihre Mutter führte die Regentschaft bis zu Husseins Volljährigkeit 1953. Basmas offizieller Titel ist Her Royal Highness Princess Basma bint Talal of Jordan.
Basma ging auf die Ahliyyah-Mädchenschule in Amman, danach in England auf die Benenden School bei Kent, wo sie mit der britischen Prinzessin Anne befreundet war. Anschließend studierte sie an der University of Oxford moderne Sprachen. 2001 promovierte sie dort auch zur Dphil. Ihre Dissertation hatte den Titel: Contextualising development in Jordan: the arena of donors, state and NGOs.

## Karriere
Seit den späten 1970er Jahren ist Basma national und auf internationaler Bühne als Aktivistin für politische und humanitäre Themen tätig. Schwerpunkte waren Entwicklungspolitik, Geschlechtergerechtigkeit und Unterstützung für notleidenden Kinder, sie beteiligte sich an Debatten über Gesundheitspolitik, Erziehung, Bevölkerungswachstum und Umweltpolitik. Sie ist Gründerin der jordanischen Queen-Alia-Wohlfahrts-Stiftung (QAF) und Präsidentin einer Vielzahl von Frauenrechts- und Frauenschutzorganisationen, Jugendhilfeorganisationen und auch der jordanischen Pfadfinder-Organisation für Jungen und Mädchen.
Sie ist Mitglied des Vorstands des Higher Population Council-General Secretariat, das die Politik für reproduktive Gesundheit der jordanischen Regierung koordiniert, und leitet die weltweit tätige Entwicklungshilfeorganisation The Jordanian Hashemite Fund for Human Development.
Auf internationaler Ebene ist sie seit 1996 Mitglied des Earth Council, der internationalen Erd-Charta-Kommission und seit 2001 des internationalen Beirats der NGO International Council on Social Welfare.
Sie war für die Bildungs-, Wissenschafts- und Kulturorganisation der Vereinten Nationen  UNESCO und die Weltgesundheitsorganisation WHO in einer Reihe von Programmen als Expertin tätig. Sie war von 1995 bis 1998 Mitglied des hochrangigen UN-Beratungsgremiums für Nachhaltige Entwicklung bei UN-Generalsekretär Boutros Boutros-Ghali und von 1993 an Goodwill-Botschafterin für das Entwicklungsprogramm der Vereinten Nationen (UNDP) und ab 1995 für den Entwicklungsfonds der Vereinten Nationen für Frauen (UNIFEM).
Seit 2001 ist sie Goodwill-Botschafterin für den Bevölkerungsfonds der Vereinten Nationen (UNFPA).

## Ehrungen (Auswahl)
- Großes Ritterbands des jordanischen Supreme Order of the Renaissance Special Class[3]
- Großes Goldenes Ehrenzeichen am Bande für Verdienste um die Republik Österreich[3]
- Großes Ritterkreuz mit Halsband des bruneiischen Most Esteemed Family Order of Laila Utama, Special Class[3]
- Großes Paulownia-Damen-Band des japanischen Orden der Edlen Krone[3]
- Großes Ritterkreuz des spanischen Orden de Isabel la Católica[3][4]
- Großkreuz des schwedischen Königlichen Nordstern-Ordens[3]
- Ehrendoktorwürde in Rechtswissenschaften der indonesischen As-Syafiiyah Islamic University[3][5]
- Dr. Jushichiro Naito International Childcare Award (Japan)[3]
- Ehrendoktorwürde in Rechtswissenschaften der britischen University of Reading[3][6][7]
- Honorary Fellow des britischen Pembroke College (Oxford)[3][8]
- Honorary Fellow des schottischen Royal College of Physicians of Edinburgh[3]

- Ehrendoktorwürde in Rechtswissenschaften des Smith College Northampton (Massachusetts)[3][9][10][11]
- World Citizenship Award des Welt-Pfadfinder-Verbandes[3]

## Privates
In erster Ehe war Basma seit 1970 mit dem Diplomaten Timoor Daghistani verheiratet, sie haben zwei gemeinsame Kinder: Farah Daghistani and Ghazi Daghistani. In den späten 1970er Jahren ließen sie sich scheiden. 1980 heiratete Basma Walid al-Kurdi, mit dem sie ebenfalls zwei Kinder, Saad al-Kurdi und Zein Al-Sharaf al-Kurdi, hat.